# Хоменко Ігор Юрійович
Ігор Юрійович Хоменко (нар. 18 квітня 1976, Дніпропетровськ, УРСР) — колишній український футболіст, захисник, півзахисник. Зараз — дитячий тренер в академії дніпровського «Дніпра».

## Кар'єра гравця
Ігор Хоменко народився 18 квітня 1976 року в місті Дніпропетровськ. Перші кроки в дорослому футболі молодий гравець робив у складі павлоградського «Шахтаря», який на той час виступав у другій лізі. За павлоградський клуб у чемпіонатах України відіграв 81 матч та забив 6 м'ячів, ще 1 матч провів у кубку України з футболу. Команда в той час виступала досить невдало, спочатку в сезоні 1992/93 років посіла останнє 22-ге місце в першій лізі (у другій половині цього сезону Ігор в чемпіонаті відіграв лише 7 матчів) та вилетіла до другої ліги. Там Хоменко був вже ключовим гравцем команди, але клуб все одно демонстрував невдалі результати (20-те місце з 22 команд-учасниць в сезоні 1993/94 років та останнє 22-ге в сезоні 1994/95 років). Такі результати змусили Ігора розглядати інші варіанти продовження кар'єри.
Напередодні старту сезону 1995/96 років переходить до хмельницького «Поділля». У складі хмельницького клубу надовго не затримався й відіграв лише 1 сезон. За цей час у першій лізі відіграв 31 матч та забив 4 м'ячі, ще 2 поєдинки за хмельницький клуб Хоменко відіграв у кубку України.
Своєю впевненою грою в складі «Поділля» привернув увагу команди вищолігової «Зірки», до складу якої перейшов напередодні початку сезону 1996/97 років. У складі кіровоградського клубу виступав 2,5 сезони. За цей час у національному чемпіонаті Ігор зіграв 41 матч та забив 1 м'яч, ще 6 поєдинків зіграв у кубку України. Протягом цього часу також виступав за друголіговий фарм-клуб кропивничан, «Зірку-2». У складі другої команди «Зірки» в чемпіонатах України зіграв 19 матчів та забив 4 м'ячі, ще 2 поєдинки у складі «Зірки-2» провів у кубку України. У складі «Зірки-2» став переможцем Групи В Другої ліги чемпіонату України сезону 1999/00 років.
В 1999 році переходить до складу «Дніпра». За цей час у дніпропетровській команді зіграв 29 матчів у чемпіонатах України та ще 2 поєдинки у кубку України. Крім того виступав у складі нижчолігових фарм-клубів дніпропетровської команди, «Дніпра-2» та «Дніпра-3». У 2001 році переходить до сімферопольської «Таврії», у складі якої виступав до 2004 року. За цей час у футболці сімферопольської команди в чемпіонатах України зіграв 50 матчів та забив 2 м'ячі, ще 6 поєдинків (1 гол) зіграв у кубку України. Крім того у футболці «Таврії» зіграв 2 матчі (1 гол) у єврокубках (Кубок Інтертото). Проте другу половину сезону 2003/04 років провів у складі ПФК «Севастополь», у футболці якого провів 12 матчів (3 голи). 
Після цього було нетривале перебування у складі луганської «Зорі» в сезоні 2004/05 років. Проте закріпитися йому в команді так і не вдалося. В 2004 році він зіграв декілька останніх хвилин у матчі чемпіонату України в першій лізі. Натомість першу половину сезону 2004/05 років провів у оренді в аматорському фарм-клубі луганчан, команді «Зоря-Гірник» (Ювілейне), у складі якого зіграв 6 поєдинків. Такий стан речей не влаштовував Хоменка, тому в пошуках постійної ігрової практики він вирішує залишити луганський клуб.
У 2005 році виступає в складі сумського «Спартака». У складі спартаківців за короткий час став основним гравцем, зігравши в чемпіонатах України 21 матч та 2 — у кубку України. Проте того ж року він вирішує залишити клуб.
Наступні два сезони, 2006/07 та 2007/08 років, провів у складі армянського «Титану», в складі якого був ключовим гравцем. У чемпіонатах України зіграв 49 матчів (1 гол), у кубку України зіграв 5 матчів. У складі «Титану» ставав срібним (2007/08) та бронзовим (2006/07) призером Групи Б Другої ліги чемпіонату України. У 2008 році грав у складі аматорського дніпропетровського клубу «Вікторія».
Останнім професійним футбольним клубом Хоменка став криворізький «Гірник», у складі якого він виступав у сезоні 2008/09 років. За цей час у другій лізі зіграв 32 матчі (2 голи), ще 1 матч провів у кубку України.
У 2009 році зіграв 1 поєдинок за аматорський клуб «Сігма» (Херсон), в 2010 році зіграв 2 поєдинки в складі іншого аматорського клубу, «ІСТА-Ювілейний» (Дніпропетровськ).

## Тренерська кар'єра
Після завершення кар'єри футболіста перейшов на тренерську роботу. З 2014 року працює тренером в молодіжній академії дніпровського «Дніпра».
З 2020 року почав тренувати молодіжний склад фк Інгулець Петрове. У сезоні 2020/2021 посів з командою 11 місце набравши 26 очок

## Досягнення
- Друга ліга чемпіонату України
  -  Чемпіон (1): 1999/00 (Група В)
  -  Срібний призер (1): 2007/08 (Група Б)
  -  Бронзовий призер (1): 2006/07 (Група Б)